# Distretto di Kiteto
Il distretto di Kiteto fa parte della regione del Manyara, in Tanzania. Confina a nord con il distretto di Simanjiro, a est con la regione di Tanga, e a sud ovest con la regione di Dodoma.

## Geografia antropica

### Suddivisioni amministrative
Il distretto è suddiviso in 19 circoscrizioni (ward):
- Bwagamoyo
- Chapakazi
- Dongo
- Dosidosi
- Engusero
- Kibaya
- Kijungu
- Lengatei
- Loolera
- Magungu
- Makame
- Matui
- Namelock
- Ndedo
- Njoro
- Olboloti
- Partimbo
- Songambele
- Sunya